# Yamnago
Yamnago es el lugar sagrado desde tiempos prehispánicos para los indígenas del norte de la Patagonia, ubicado en la meseta de Somuncurá, en la actual Provincia de Río Negro, Argentina.

Yamnago es el paraíso terrenal de los indios pampas. (Jorge Claraz)

En 2006 se redescubrió la piedra que era, para los gennakenk, la dueña del lugar, y a quien le rendían tributo.

## Toponimia y función del Yamnago

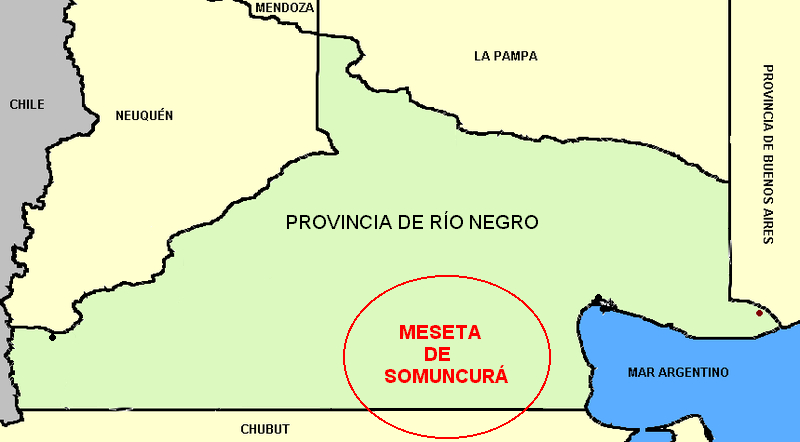

Claraz ([1865]:1988) explica el topónimo Yamnago como vocablo del idioma gününa yajetch, donde "yago" sería "beber" y "yamna", "correr".
Yamnago limita al norte con los cerros Dos Amigos, al sureste y el suroeste con la sierra Apas y la sierra de Talagapa, al oeste con el cerro Aneken y, por el este, con las bardas que separan al Bajo de la meseta de Somuncurá. Hoy se conoce como Laguna Tocoluán ("Paraíso terrenal") (Casamiquela).
Yamnago fue un lugar de caza estacional de guanacos desde hace unos dos mil años. Los grupos indígenas se dedicaban a esta actividad en la invernada de mayo a octubre, chulengueada de noviembre a enero y veranada de febrero a abril.

### Antecedentes del descubrimiento
Para las personas de origen europeo, la primera información sobre la roca sagrada data de mediados del siglo XIX: se debe a quien fuera calificado como “el primer naturalista criollo”, Francisco Muñiz. Seguramente tuvo noticia de ella por medio de indígenas tehuelches durante una estadía en el valle inferior del Río Negro. Muñiz escribió: “...À 50, ó 60 leguas al Sudoeste de Patagones hay un gran peñasco que es el dueño de los guanacos: la primavera lo visitan y obsequian del mismo modo que el anterior, pidiéndole licencia para matar guanacos sin cuyo requisito no se atreverían á cazarlos...”
La segunda fuente de información corresponde a otro naturalista, Jorge Claraz (1832-1930), de origen suizo. Llevó a cabo su investigación en 1865, durante un viaje desde China Muerta, en el noreste de Río Negro, en compañía de tehuelches septentrionales (“pampas”), al río Chubut, para ofrecer sus servicios de agrimensor a los colonos galeses, que iniciaban su radicación en ese valle.
Claraz visitó el lugar de caza y sobre este lugar escribió: 

El lugar donde paran los indios, se parece a un saladero. Al acercarnos, levantaron vuelo una cantidad de cóndores, caranchos y chimangos, que habían tenido allí su festín.

Hay allí un fogón semicircular de bloques de piedra ferruginosa existente en ese lugar. La curvatura está orientada hacia el Noroeste tiene alrededor de treinta pies  de diámetro. Las piedras forman un murallón de esqueletos de guanacos. Otro gran fogón, también con la curvatura hacia el noroeste, parece que se usa menos hoy en día.

### Observaciones de Moreno
El Perito Francisco P. Moreno también llegó hasta el amplio llano de “Yamnagoo”. 
El naturalista y viajero, viajó desde Carmen de Patagones con guías indígenas rumbo al Sur en viaje exploratorio en 1879.
Más tarde escribió:

“El sitio de la caza se encuentra al borde de una laguna salada, fertilizada por un manantial dulce. Como una gran extensión no hay bebedero tan bueno, exceptuando el campamento, todos los guanacos de los alrededores llegan a él y cuando el día es caluroso una fila continua de esos animales se dirige hacia la fuente. Preceden al borde de algunas ondulaciones como morenas y los guanacos que llegan no pueden ver lo que pasa al lado de la colina. Allí es donde se esconden los cazadores y cada vez que se reúne una tropilla de sedientos se lanzan tras ellos a todo correr y jamás dejan de obtener un buen resultado. La abundancia de caza, la única fuente potable y la topografía del terreno que le rodea, permite al indio menos diestro y peor montado encontrar presas. En Yamnagoo es dónde él está seguro de hallar alimentos y es así que considera ese sitio como sagrado. El pago del tributo a la mujer roca deriva del sentimiento supersticioso que produce el miedo de no cazar nada.

Las piedras que se encuentran cerca de la colina frente a la laguna son otra prueba de que una idea religiosa domina al salvaje en aquel punto; son semicírculos formados con grandes fragmentos de lava, con arco al este. Se elevan sólo a medio metro y alguno están ya destruidos; sobre las piedras han amontonado una inmensa cantidad de cráneos, huesos largos y vértebras de los animales muertos. Tres hileras de los primeros conducen hasta la fuente y en una de ellas conté más de 200, arreglados uno junto a otro. Desde los más remotos tiempos que recuerda el indio se practica esa costumbre, y debo decir que es prueba de un agradecimiento al buen espíritu que le ha procurado la caza, la de dejar la cabeza del animal, pieza que mucho apetece al indígena...” Moreno, 1917.

También recogió la información etnográfica Tomás Harrington (etnógrafo autodidacta que realizó el registro más exhaustivo que se conoce de la lengua pampa). Las libretas de Harrington contienen los relatos que le proporcionó, entre otros, José María Kual (Kalakapa), indígena pampa nacido en 1870, miembro de una prestigiosa familia gününa këna del linaje Kual, cacicazgo con territorialidad en esta región. Kual también fue informante de Bórmida y Casamiquela, de quien también se dice fue su maestro.
José María Kual recordaba que: «En Pütoko Luanwe juntaban cabezas de guanacos y avestruces (en realidad, ñandúes) y los dejaban en una lomita; pintaban las frentes de esas cabezas (con cuero) con mûrskáug, medio azul y verde, y hacían rogativas para pedir suerte en la caza; cantaban las mujeres. Kalakapa tenía una cicatriz grande en el dorso de una mano, herida producida voluntariamente para hacerse una sangría, pues con esto se conseguía suerte en la caza» (entrevista a José María Kual [Kalakapa], en Harrington, 1953).
Información coincidente le proporcionó Kual a Casamiquela en los años 1950.
El informante aludido, uno de los últimos hablantes de la lengua tehuelche septentrional (“pampa”), dio a aquel los nombres correctos en su lengua de los sitios involucrados: Yahnagoo, el cazadero, “Abrevadero de los guanacos”; Yáhmauk  “vieja” (en mapuche: Epéu kushé, “vieja ancestral”), y le explicó su relación topográfica con respecto al que los tehuelches utilizaban como campamento secular –estratégicamente ubicado a 5 km de cada uno de los otros sitios, como para no espantar las presas: Ssélan yahwaiwánwutr,  “paradero de los juncos”, abreviado como Ssélan “juncos, juncal” (en mapuche Tromén Ngiyeu, “Lugar de los juncos”).
La “tosca”, en realidad una toba o ceniza volcánica compactada, es un aspecto clave, dado que esta roca constituía “la carne” de Ülüngássüm, la deidad tehuelche, auto-petrificada. 
Un dato más, de otro informante ahora, para redondear la personalidad –doblemente sagrada- de esta representación en roca de la deidad máxima del pueblo tehuelche, proviene de Alberto Cayupán, poblador de Tromen Niyeo, el cual narró al propio Casamiquela que el cacique tehuelche Velázquez (castellanización de Malaskan) -quien para la década de 1920 todavía la veneraba- supo por ella de la inminencia de su muerte, es decir que además cumplía la altísima función de oráculo.

### El redescubrimiento de la roca
En 1971, Casamiquela, guiado por Alberto Cayupán, de ascendencia mapuche y miembro de una familia de antigua radicación en el área de El Caín – Tromén Niyeo, ubicó los “corralitos” (“parapetos” para los arqueólogos).
Siguiendo las huellas de Claraz, en noviembre de 2006, Casamiquela encabezó una expedición al bajo de Yamnago, al sur de El Caín, para localizar a "la vieja", o piedra sagrada de los tehuelches. Con el acompañamiento de funcionarios de Río Negro y del Chubut, y la colaboración del Consejo de Ecología y Medio Ambiente (Codema) en una ventosa mañana, el 14 de noviembre de 2006 llegaron junto a la piedra y escucharon una magistral invocación del estudioso en la lengua tehuelche. "Dame tus  guanacos y ñandúes, tus animales, cacica, favoréceme", dijo en homenaje a aquellos altivos cazadores que hasta fines del siglo XIX transitaban aquella latitudes.